# Basler Totentanz
Der Basler Totentanz (Baseldeutsch Dootedanz [ˈdoːtəˌdɐnt͡s]), auch als Tod von Basel bekannt, bezeichnet ein Bild, welches im Spätmittelalter in Basel auf die Innenseite der Friedhofsmauer bei der Predigerkirche gemalt wurde und den Totentanz darstellte. Das Gemälde ist ein memento mori, d. h., es erinnert mahnend daran, dass der Tod jeden, ungeachtet seines Standes, aus dem Leben reisst.

## Entstehung
Das Gemälde befand sich auf der Innenseite einer sechzig Meter langen und zwei Meter hohen Friedhofsmauer des Laienfriedhofes des Predigerklosters und wurde mit Temperafarben auf den Verputz gemalt. Der Friedhof gehörte den Dominikanern. Das Fresko stammte aus dem 15. Jahrhundert (vermutlich 1440 von Konrad Witz bzw. dessen Malerschule) seine genaue Entstehungsgeschichte oder deren Auftraggeber konnte nicht ermittelt werden.
Der Basler Totentanz enthielt am Anfang ein Predigtbild und am Bildende den Sündenfall und die Darstellung des Jüngsten Gerichts. Dies verlieh dieser Darstellung eine biblische Dimension.
Eine ältere Darstellung des Totentanzes befand sich im Kloster Klingental auf der Kleinbasler Rheinseite, aber auch dieses Werk ist nicht mehr erhalten. Emanuel Büchel fertigte aber zwischen 1766 und 1768 Abzeichnungen an und erkannte eine enge Verwandtschaft zwischen diesen beiden Bildern. Der Klingentaler Totentanz zeigte aber nur den eigentlichen Tanzreigen.

## Erste Restaurierung

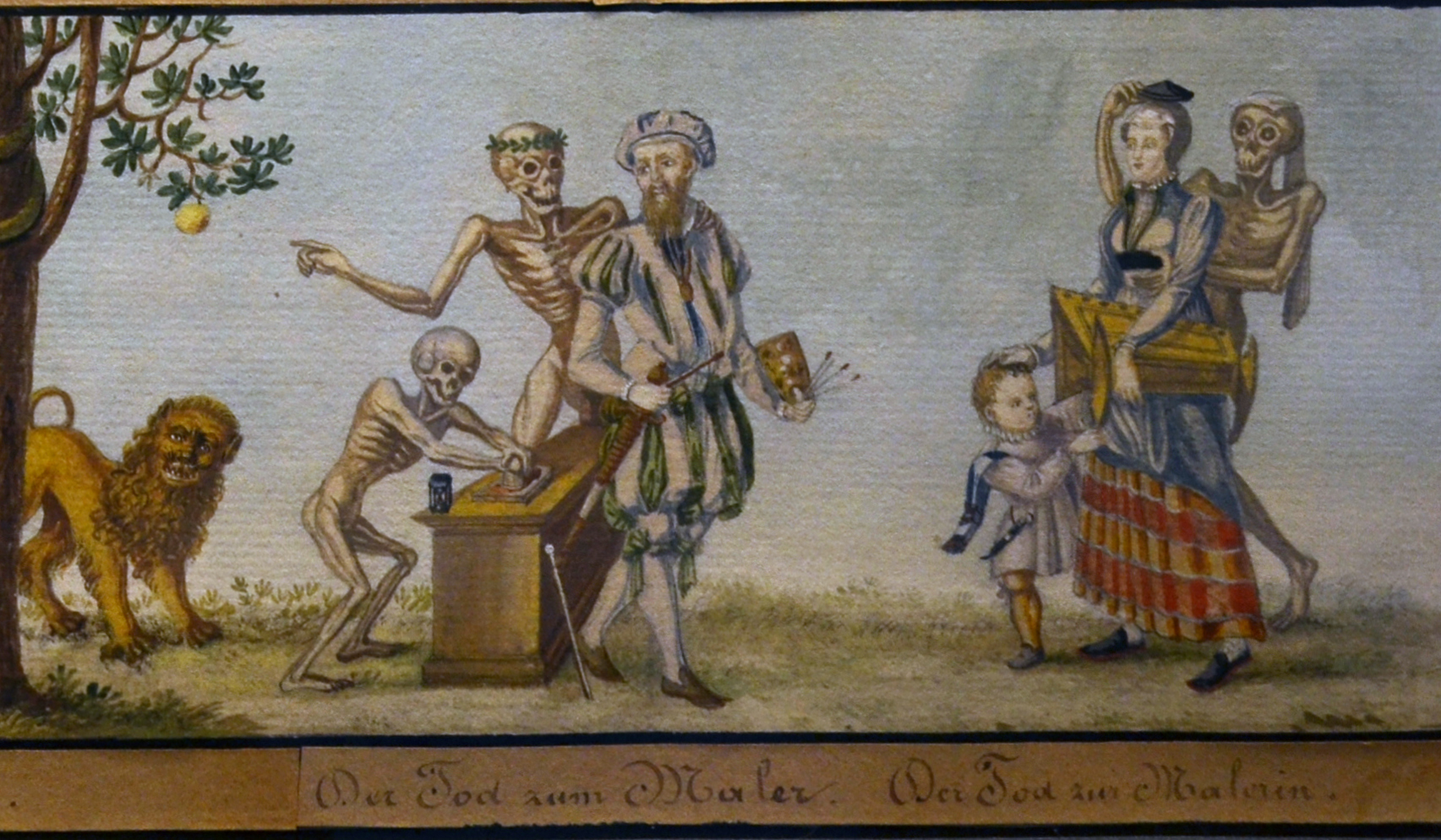
Selbstbildnis Hans Hug Kluber und Familie im Basler Totentanz. Aquarellkopie des Johann Rudolf Feyerabend (1806)

Der Basler Totentanz überlebte den Basler Bildersturm von 1529. 1568 gab der Rat von Basel dem Maler Hans Hug Kluber den Auftrag, das Gemälde nach dem damaligen Zeitgeschmack zu renovieren. So wurde der ursprüngliche Stil des Totentanzes auch inhaltlich verändert: Der Prediger erhielt die Gesichtszüge des Basler Reformators Johannes Oekolampad, die Figuren wurden nach der damaligen Mode gekleidet, die Skelette anatomischer gemalt und am Ende fügte der Maler Kluber sich und seine Familie umgeben von zwei Skeletten hinzu.

## Zweite Restaurierung
Von 1614 bis 1616 restaurierte Emanuel Bock, einer der Söhne des Malers Hans Bock der Ältere, den Totentanz erneut, veränderte aber das Bild weniger stark. Einzig die fleischig-wulstigen Gesichter scheinen aus seiner Hand zu sein.

### Matthäus Merian d. Ä.

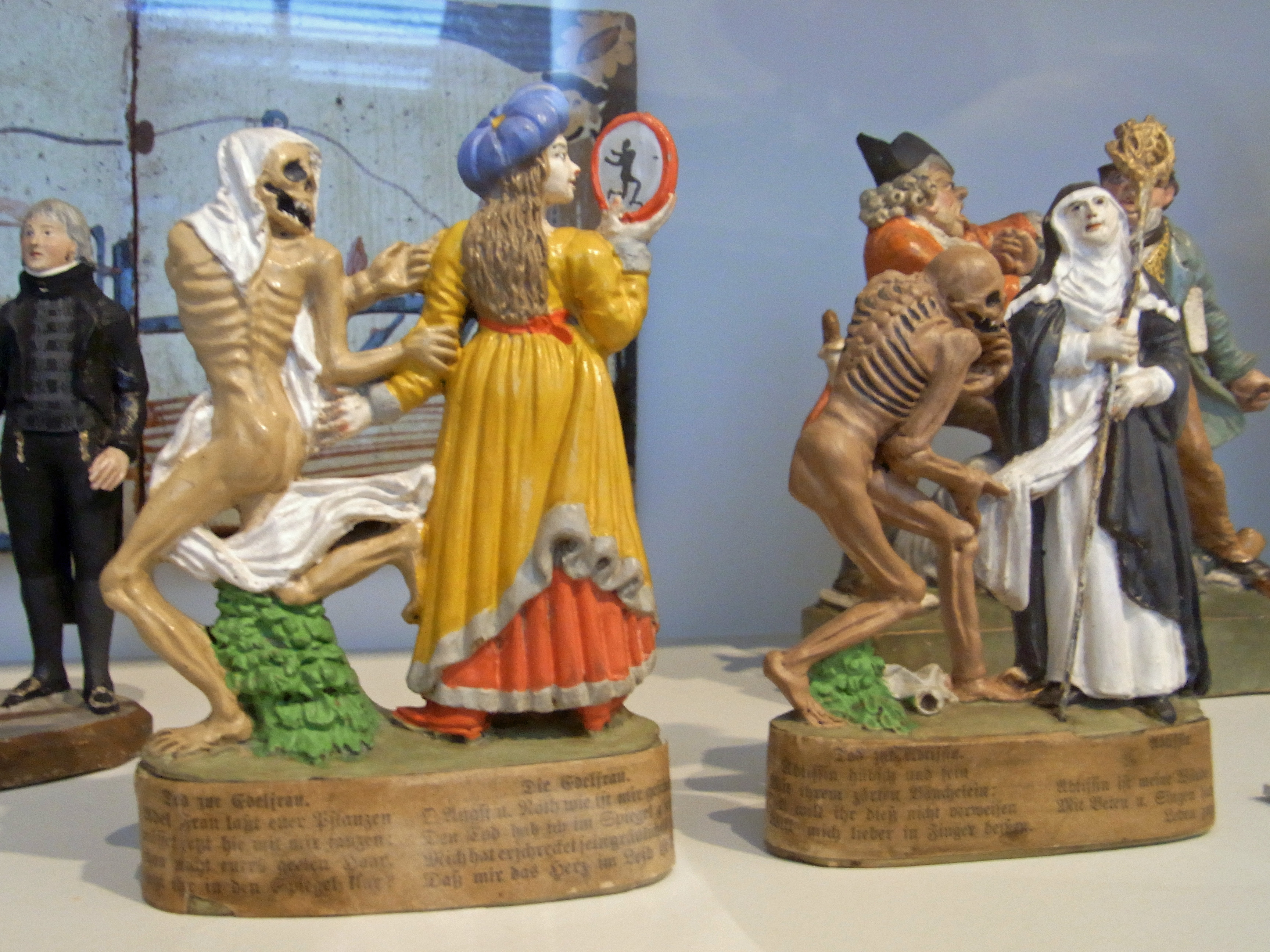
Tod und Edelfrau und Tod mit Äbtissin, Zizenhausener Terrakotten nach den Stichen von Merian

Unmittelbar nach dieser Restaurierung zeichnete Matthäus Merian d. Ä. den Totentanz ab und übertrug ihn zusammen mit den Reimen auf Kupferplatten. Er hatte sich die Aufgabe gestellt, die von rechts nach links verlaufenden Szenen des monumentalen Totentanzes auf der Basler Friedhofsmauer in Einzelszenen aufzulösen und mit den Mitteln der Druckgraphik in Buchform zu publizieren.
Im Jahr 1621 gab Johann Jakob Merian die Stiche erstmals in Buchform heraus; zwei weitere Auflagen durch Matthäus Mieg folgten 1621 und 1625. Aber erst die Überarbeitung der Kupferplatten durch Matthäus Merian d. Ä. und dessen im Verlag seines Schwiegervaters Johann Theodor de Bry herausgegebene 4. Auflage (Frankfurt am Main 1649) machte die Malerei europaweit bekannt und fand auch in Reiseberichten Eingang. Nach dem Tod Merians folgten noch häufig neue Ausgaben, u. a. 1696 und 1698 mit den Originalplatten, 1744, 1756, 1786 und 1789 mit Kopierradierungen sowie 1830 durch die Brüder von Mechel. Im Kunstmuseum Basel sind Merians Platten der Neuauflage von 1744 zu sehen.
Nach den Motiven der Auflage von 1625 oder einem späteren Nachdruck dieses Werkes fertigte der badische Künstler Anton Sohn (1769–1840) im Jahr 1822 terrakotte Abbilder des Totentanzes. Diese Zizenhausener Terrakotten lassen sich beispielsweise im Konstanzer Rosgartenmuseum, dem Stockacher Storchenturmmuseum oder dem Kasseler Museum für Sepulkralkultur besichtigen.

## Dritte und vierte Restaurierung
1657 bis 1658 und 1703 wurde das Bild nochmals restauriert, aber es setzte im 18. Jahrhundert eine Gleichgültigkeit dem Bild und dem ganzen Friedhof gegenüber ein.

## Kopie und Abbruch

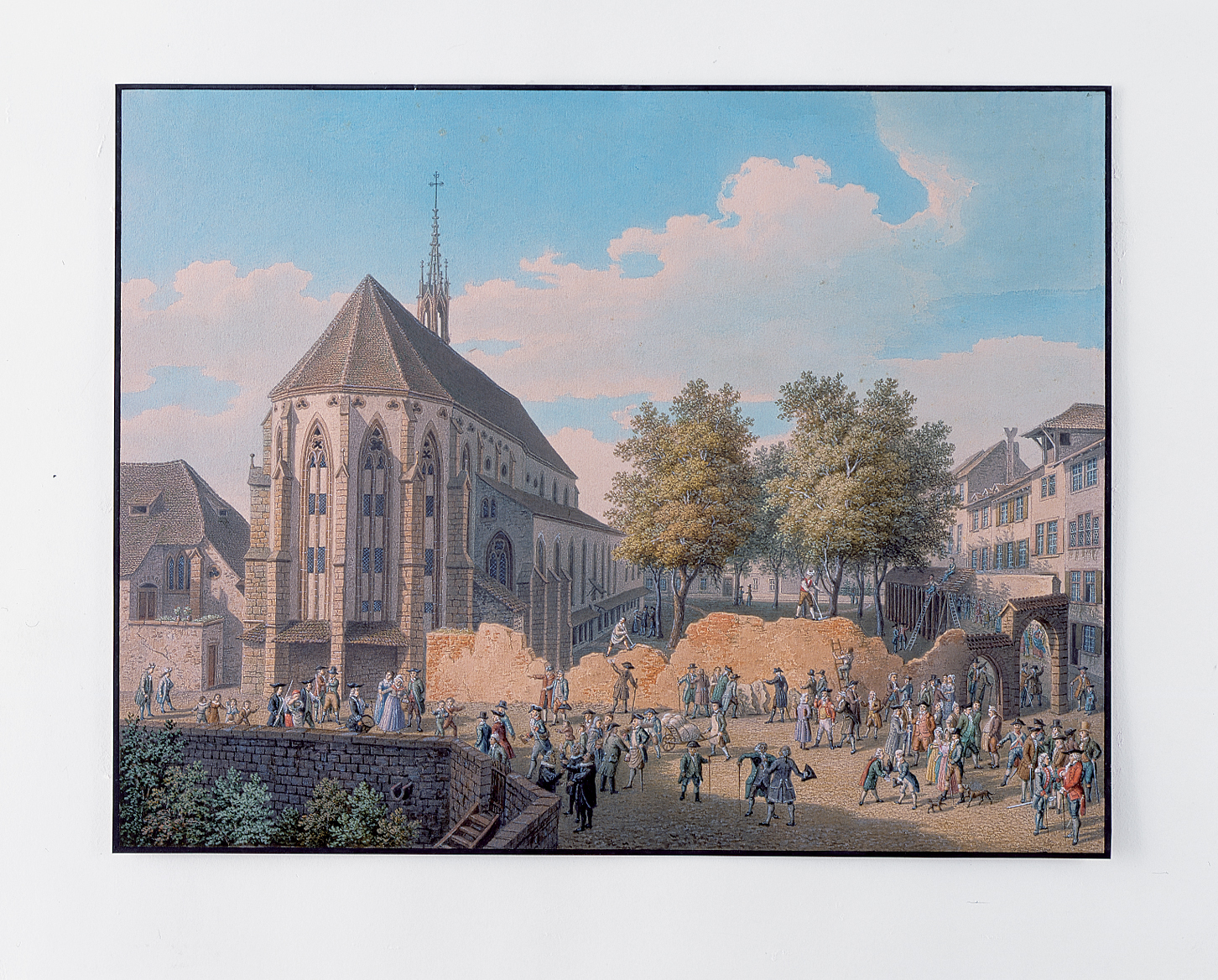
Abbruch des Basler Totentanzes, Predigerkirche

1770 bis 1773 fertigte der Topograph Emanuel Büchel im Auftrag des Basler Bauamts mit Feder, Pinsel und Wasserfarbe eine Kopie des Tanzes und der Verse an. Diese Kopien band er in einem Album, in welchem auf jeder Seite ein Tanzpaar mit dem dazugehörigen Vers abgebildet ist.
Die Mauer und das Bild verwahrlosten immer mehr und am 5. und 6. August 1805 wurde der «Schandfleck» abgebrochen und das Bild zerstört. Basler Kunstfreunde retteten 23 Bild- und 3 Textbruchstücke. Mit der Zeit kamen 19 davon wieder in öffentlichen Besitz. Diese sind heute im Historischen Museum Basel ausgestellt.

Wandmalereien im Historischen Museum Basel
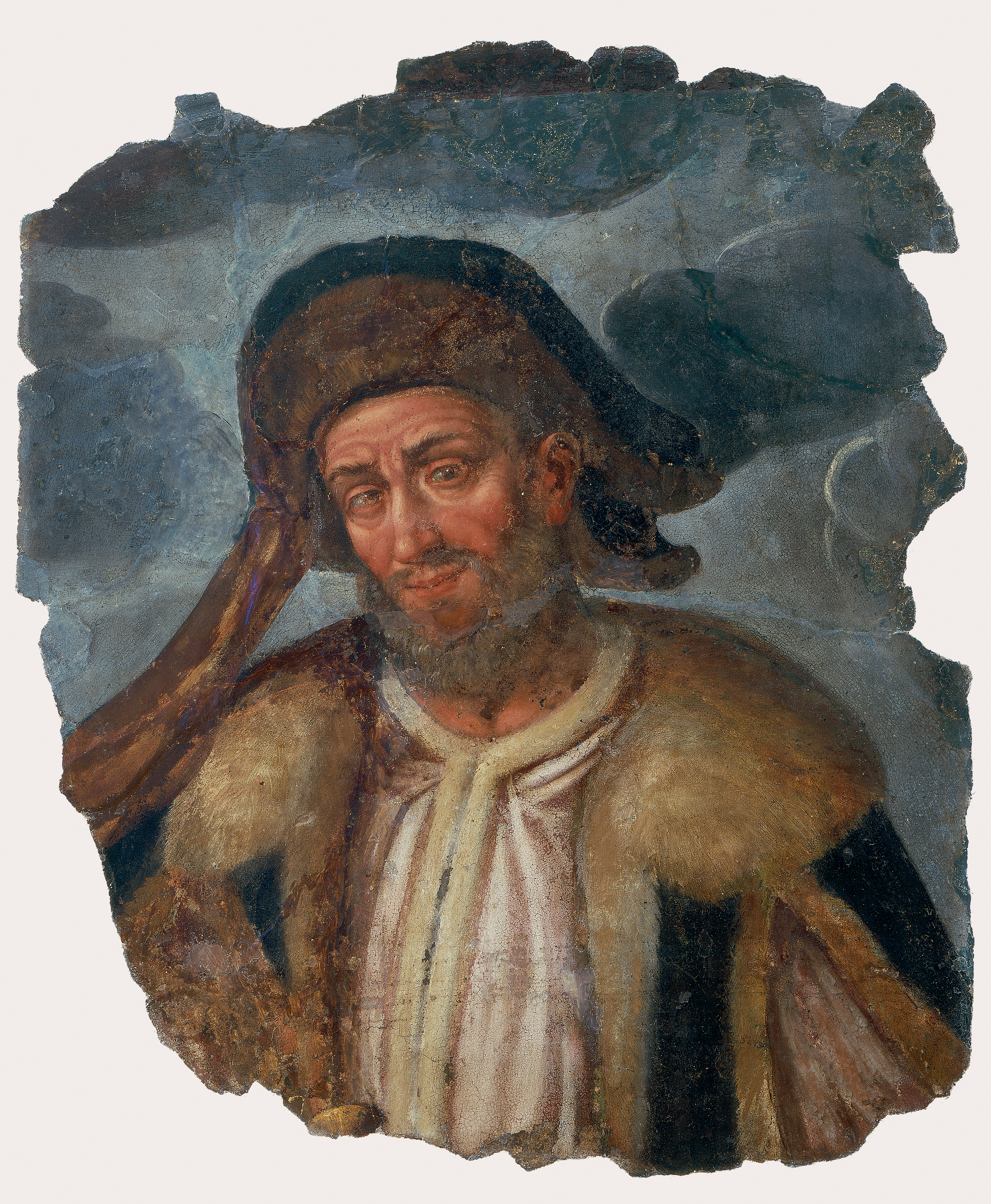
Ratsherr
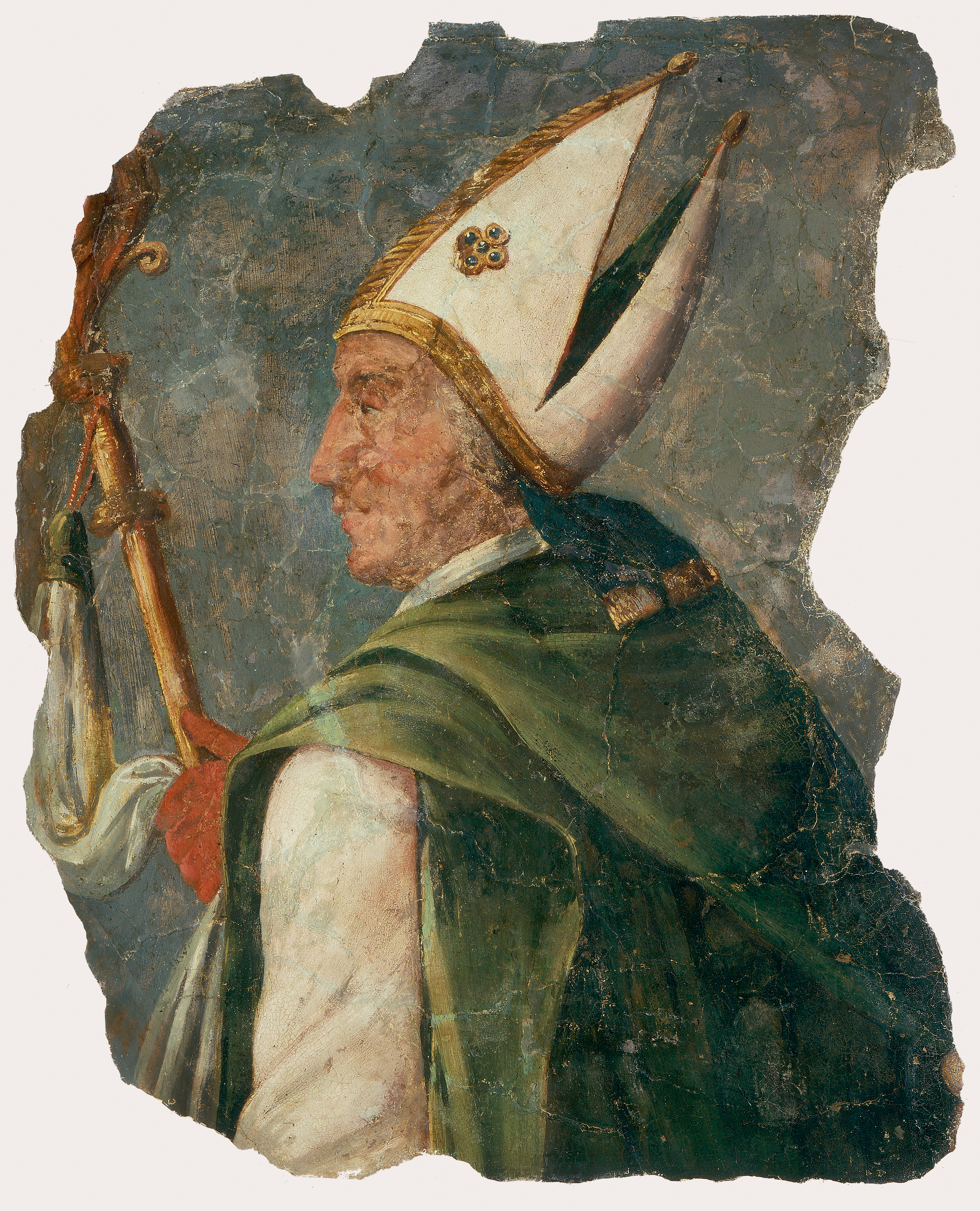
Bischof
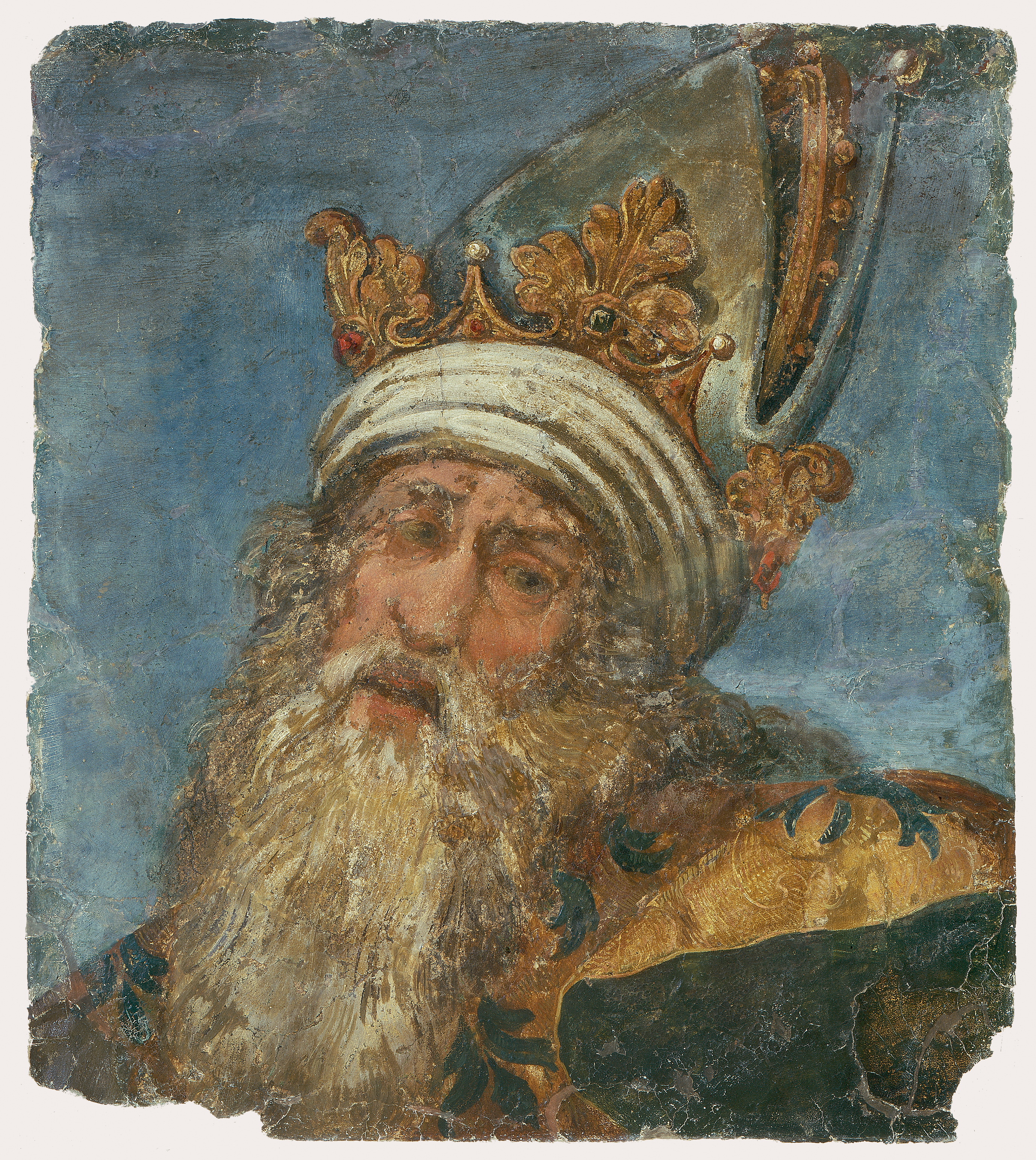
Kaiser
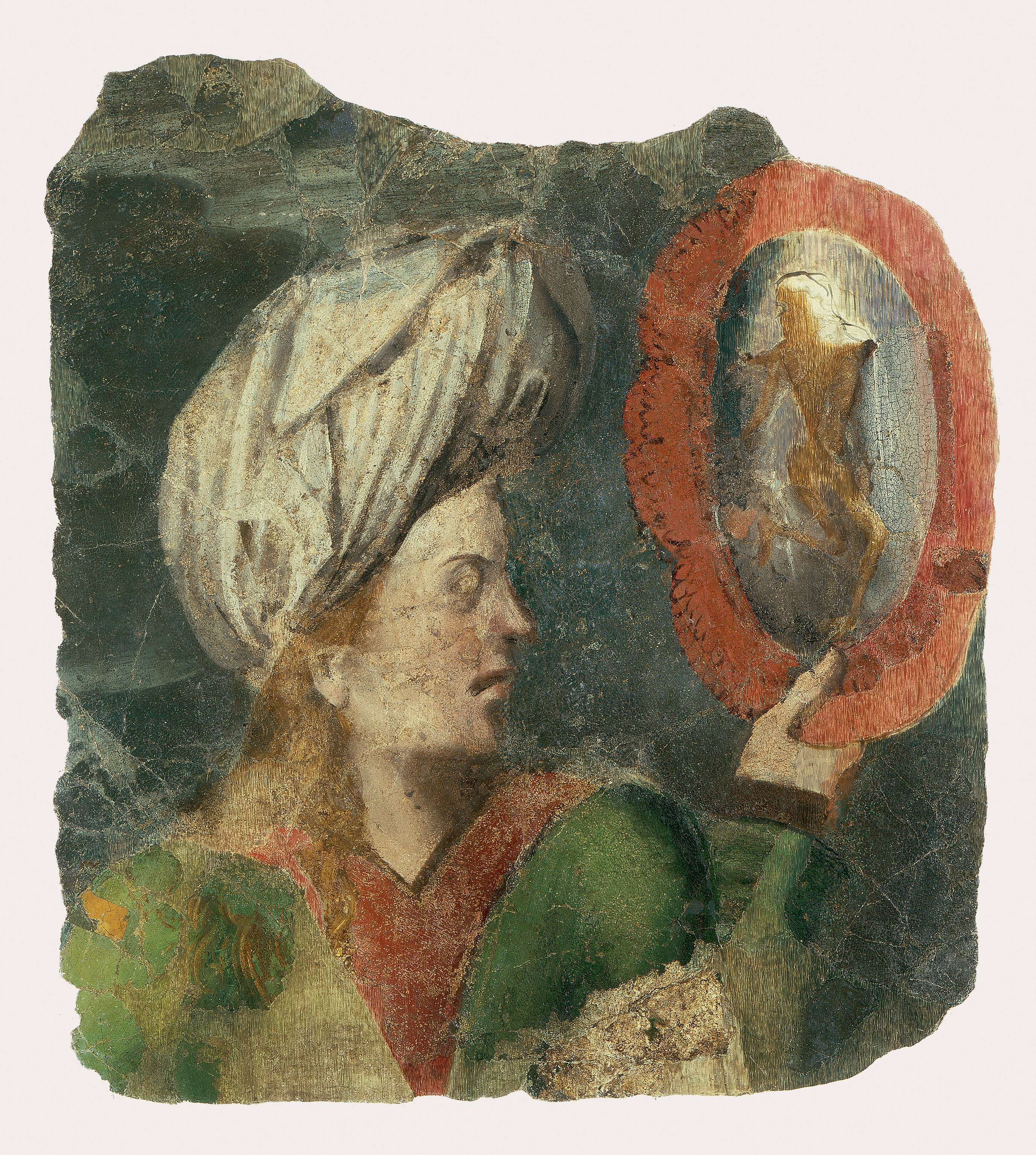
Edelfrau
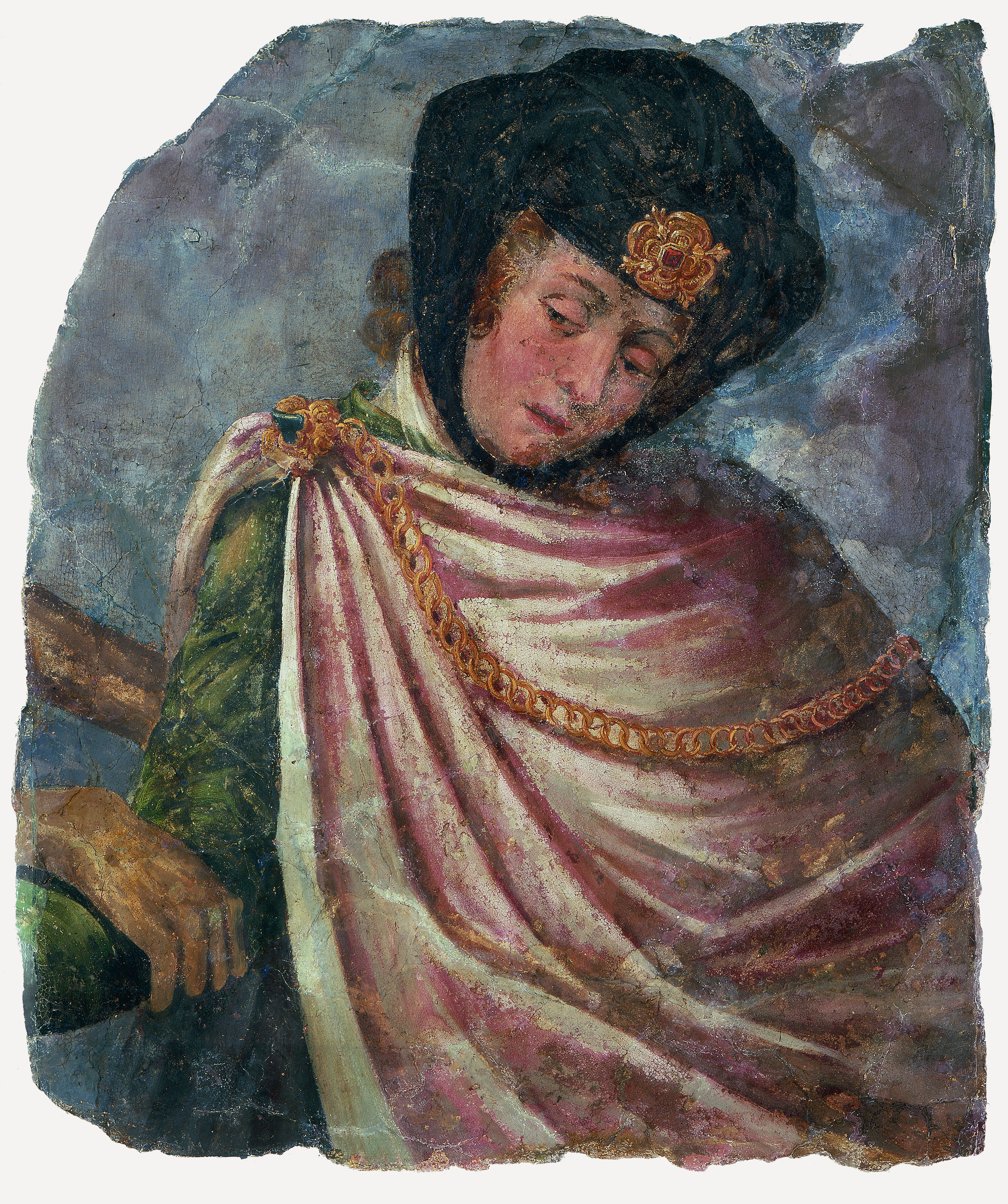
Graf
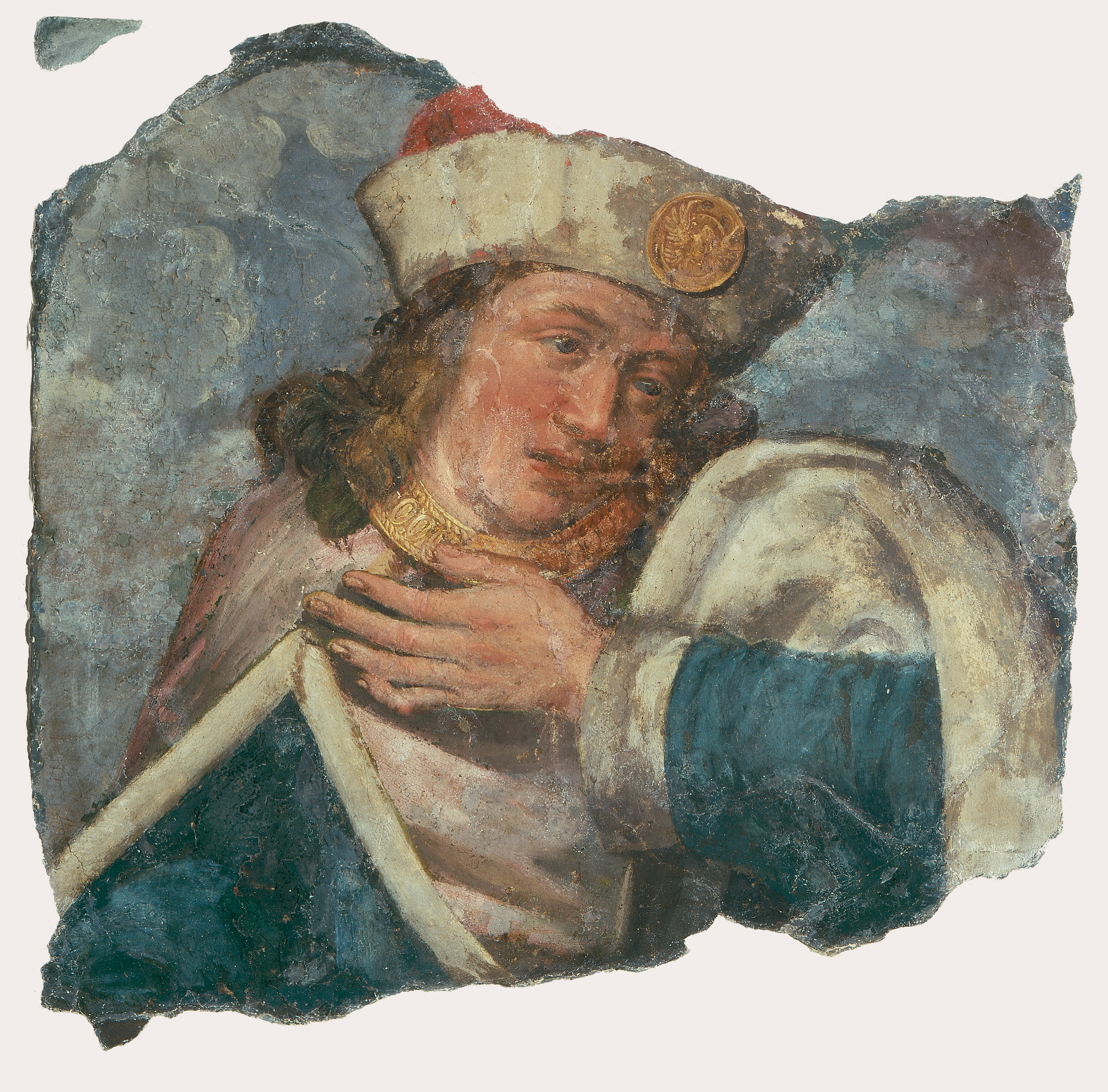
Herzog
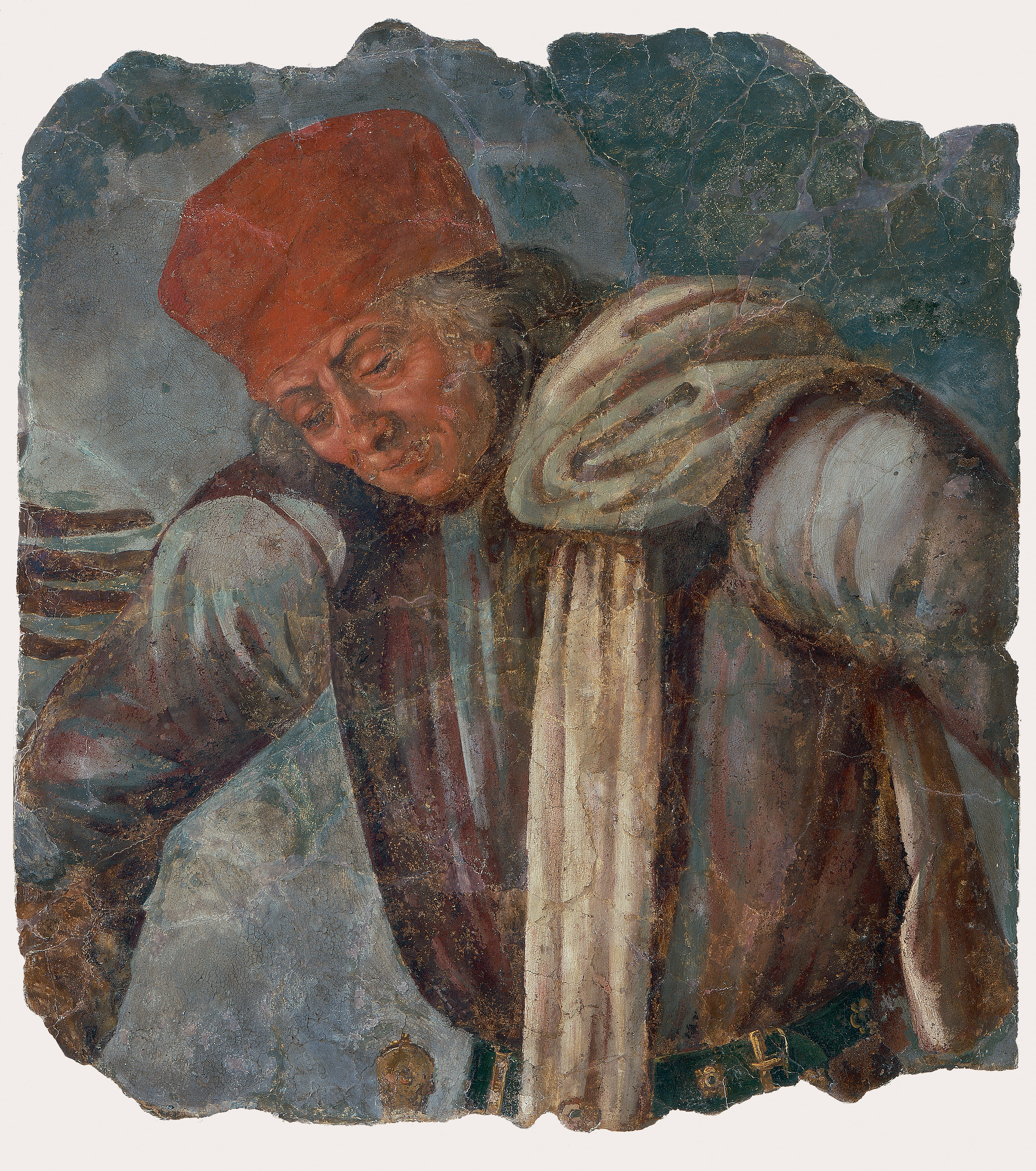
Jurist
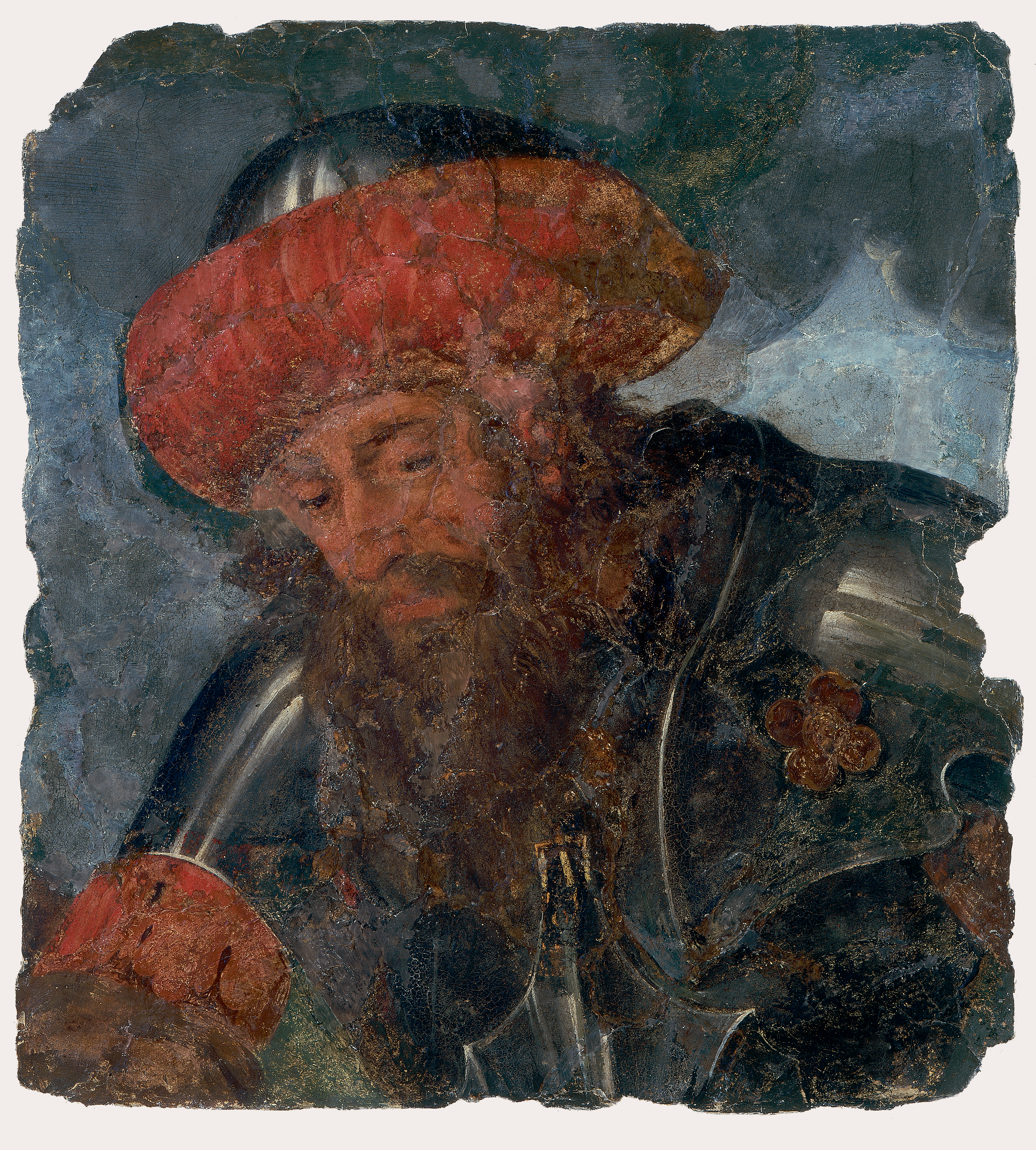
Edelmann
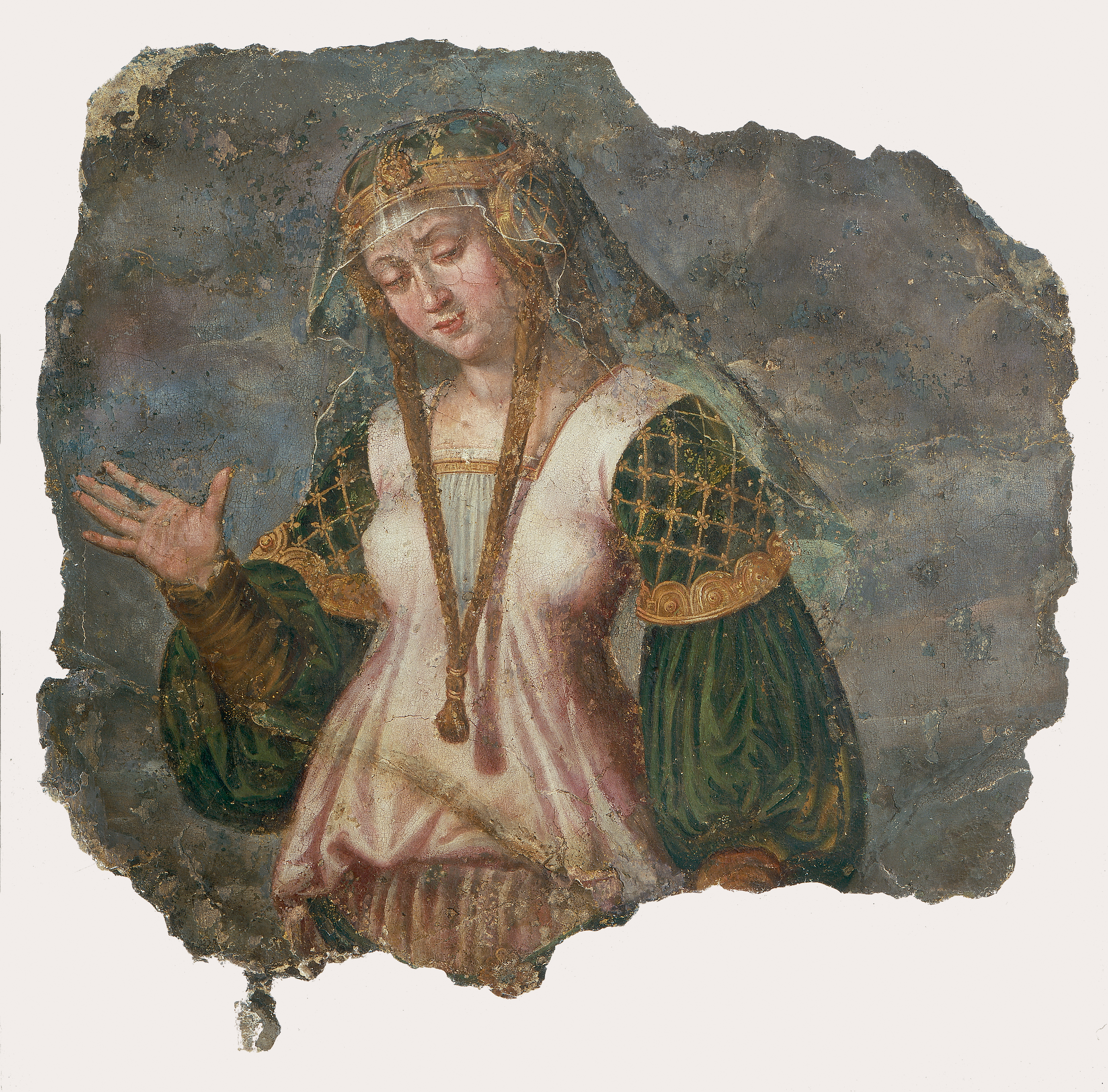
Herzogin
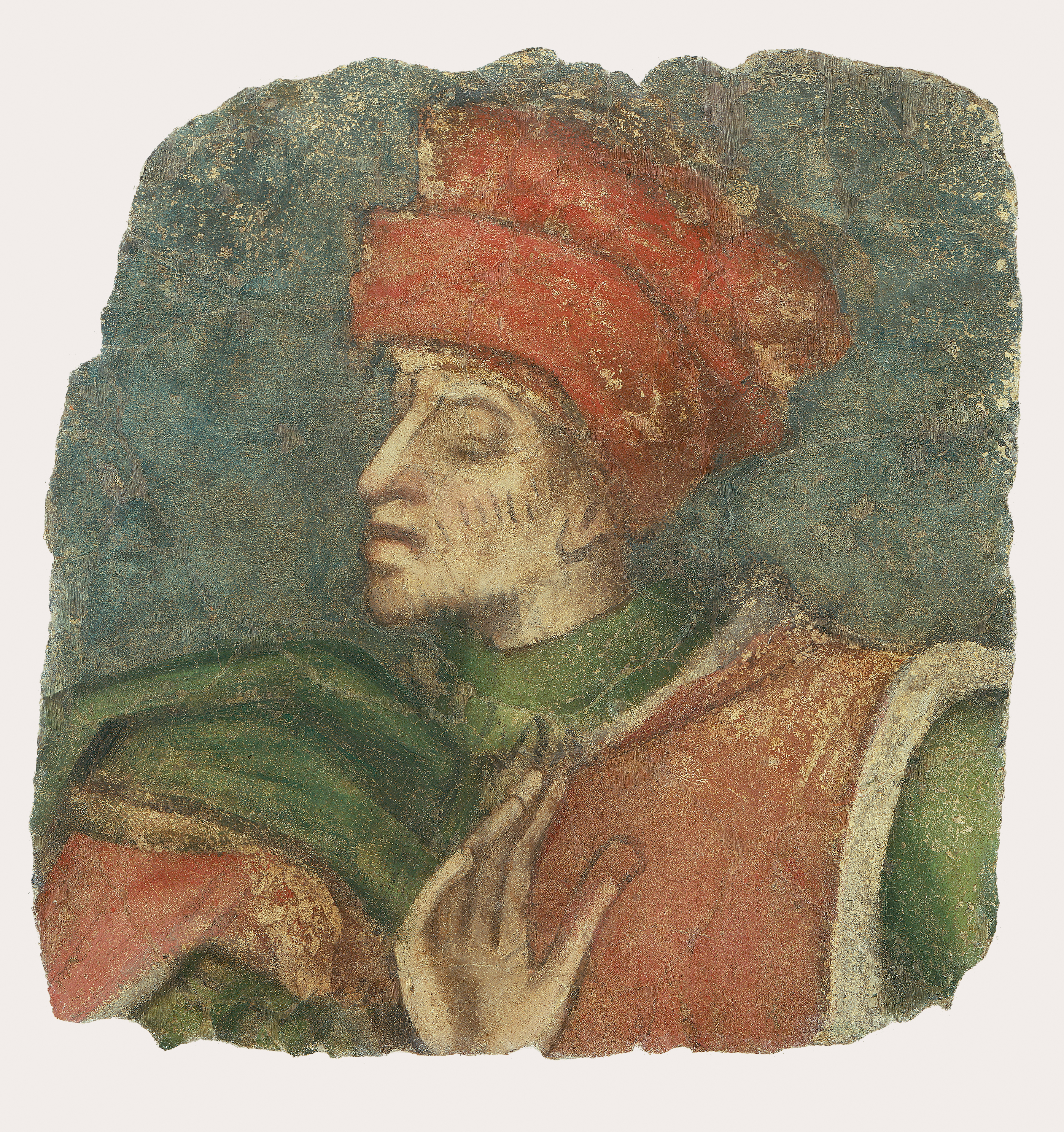
Arzt
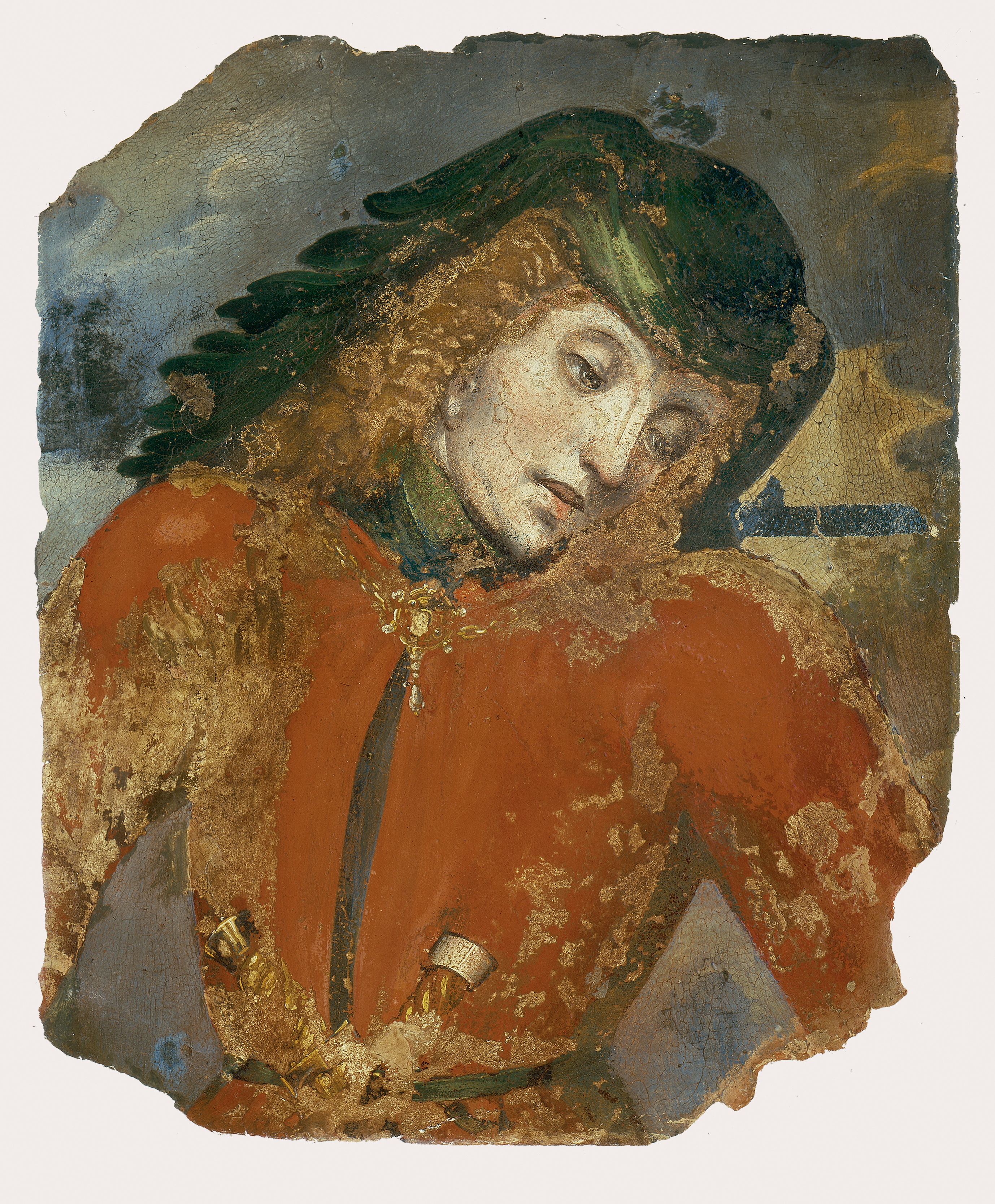
Jüngling
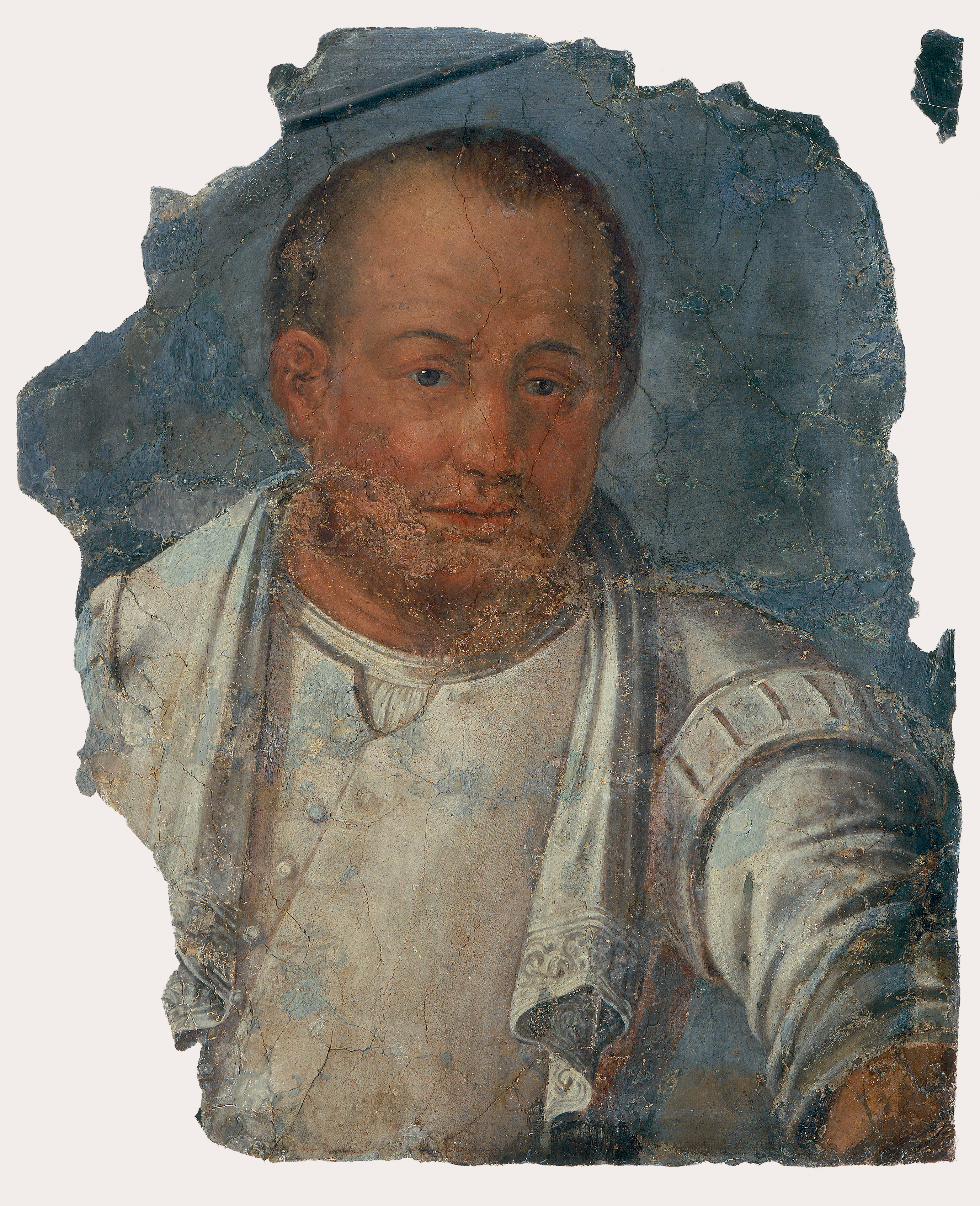
Koch
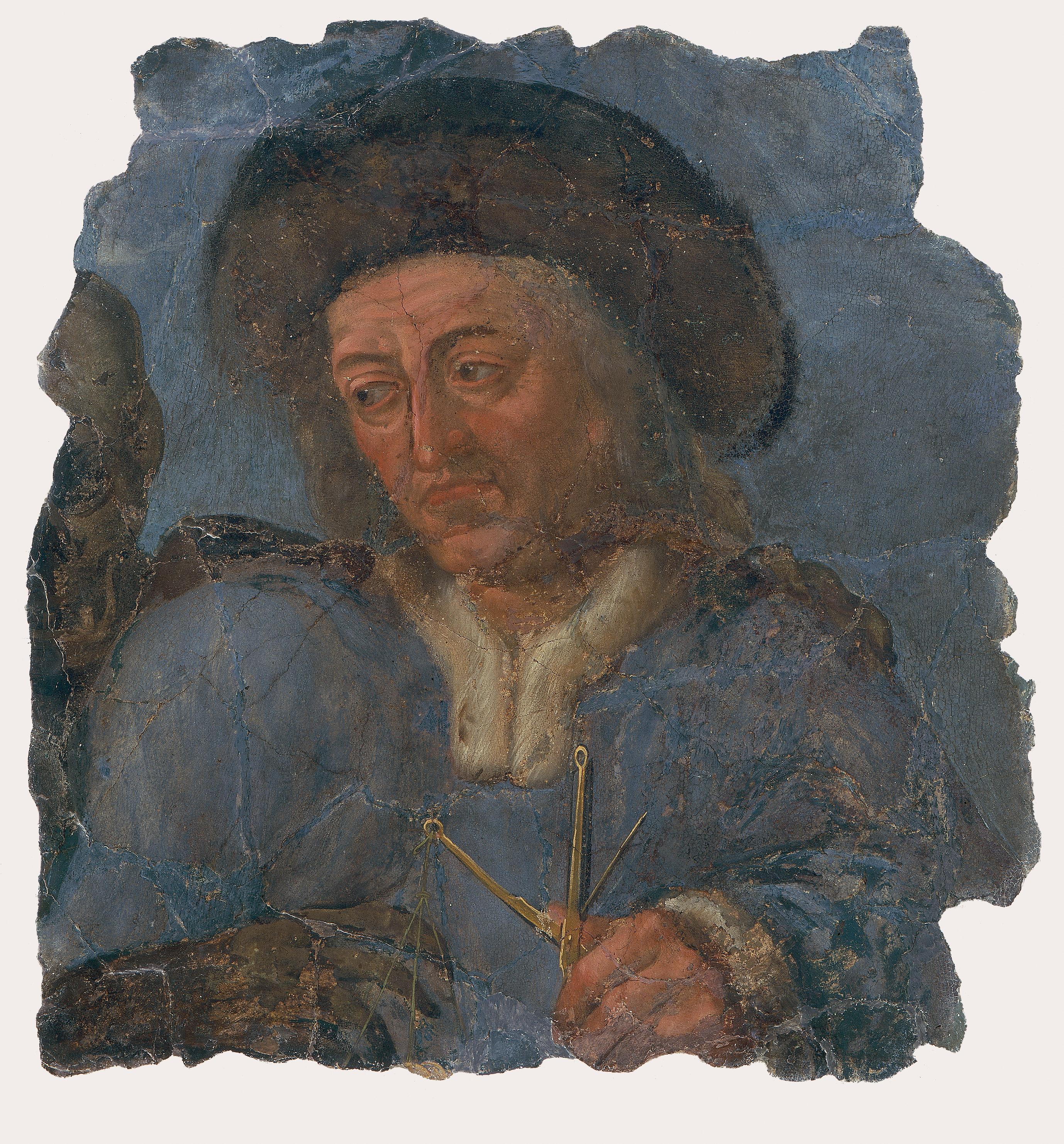
Kaufmann
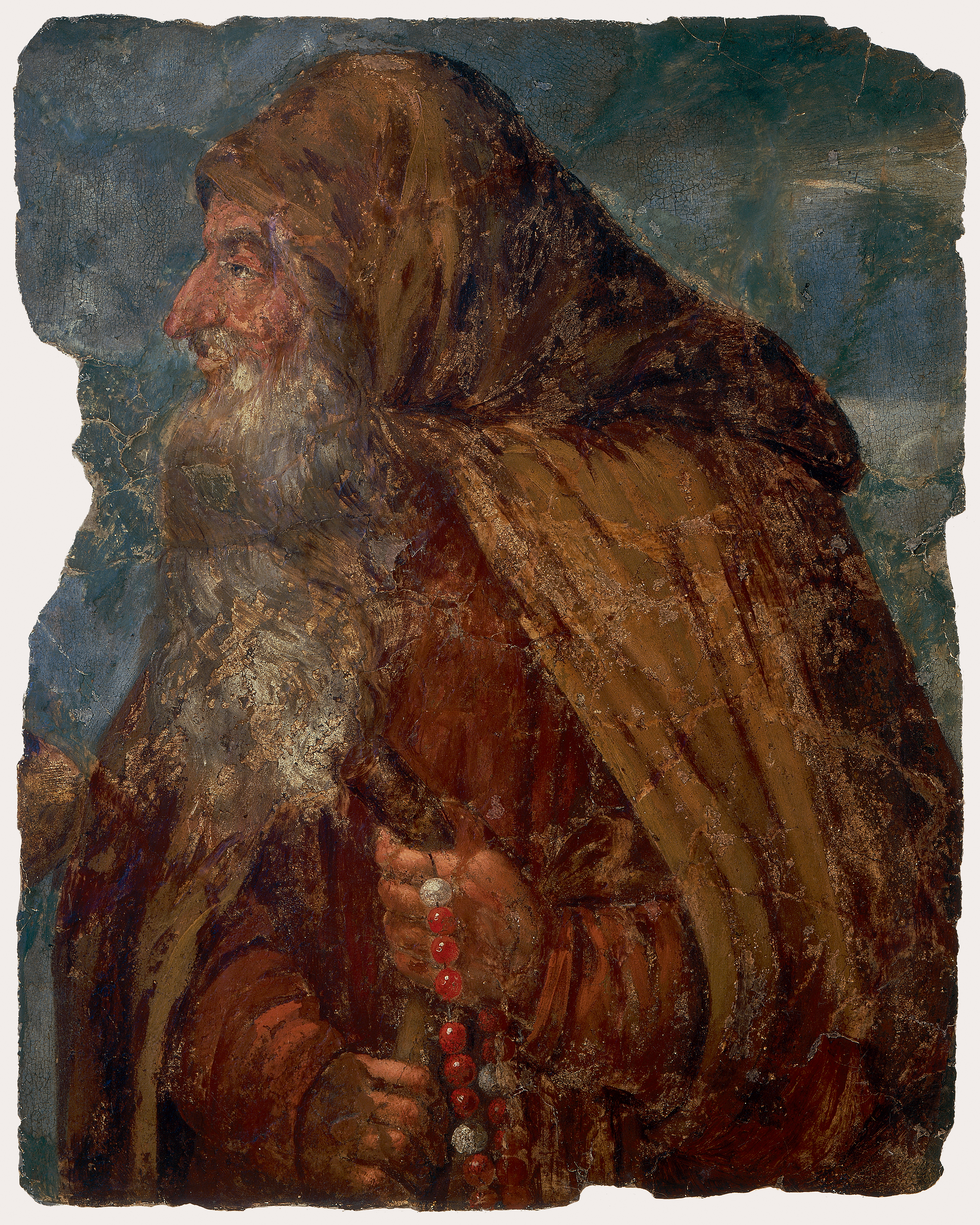
Waldbruder
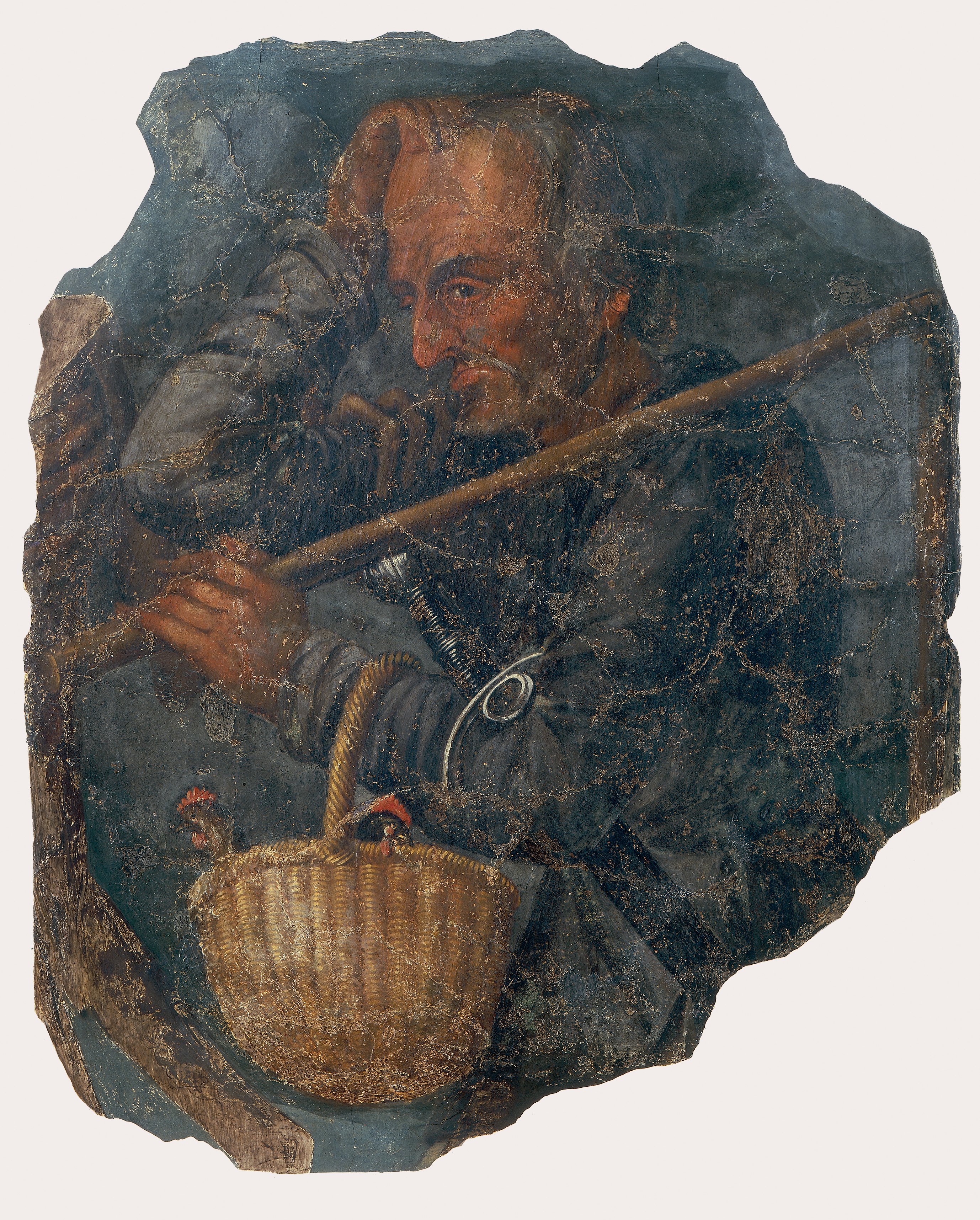
Bauer
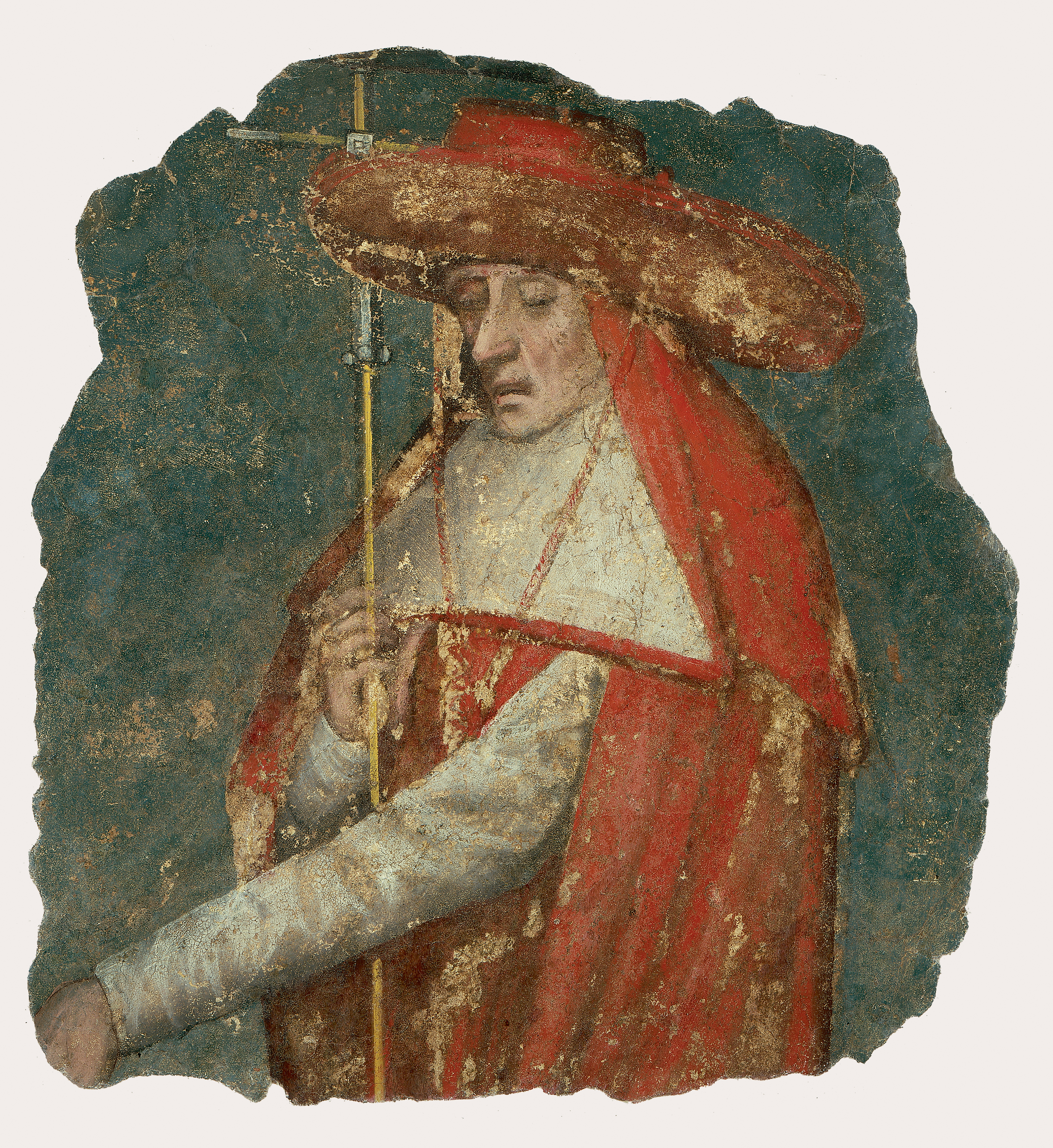
Kardinal
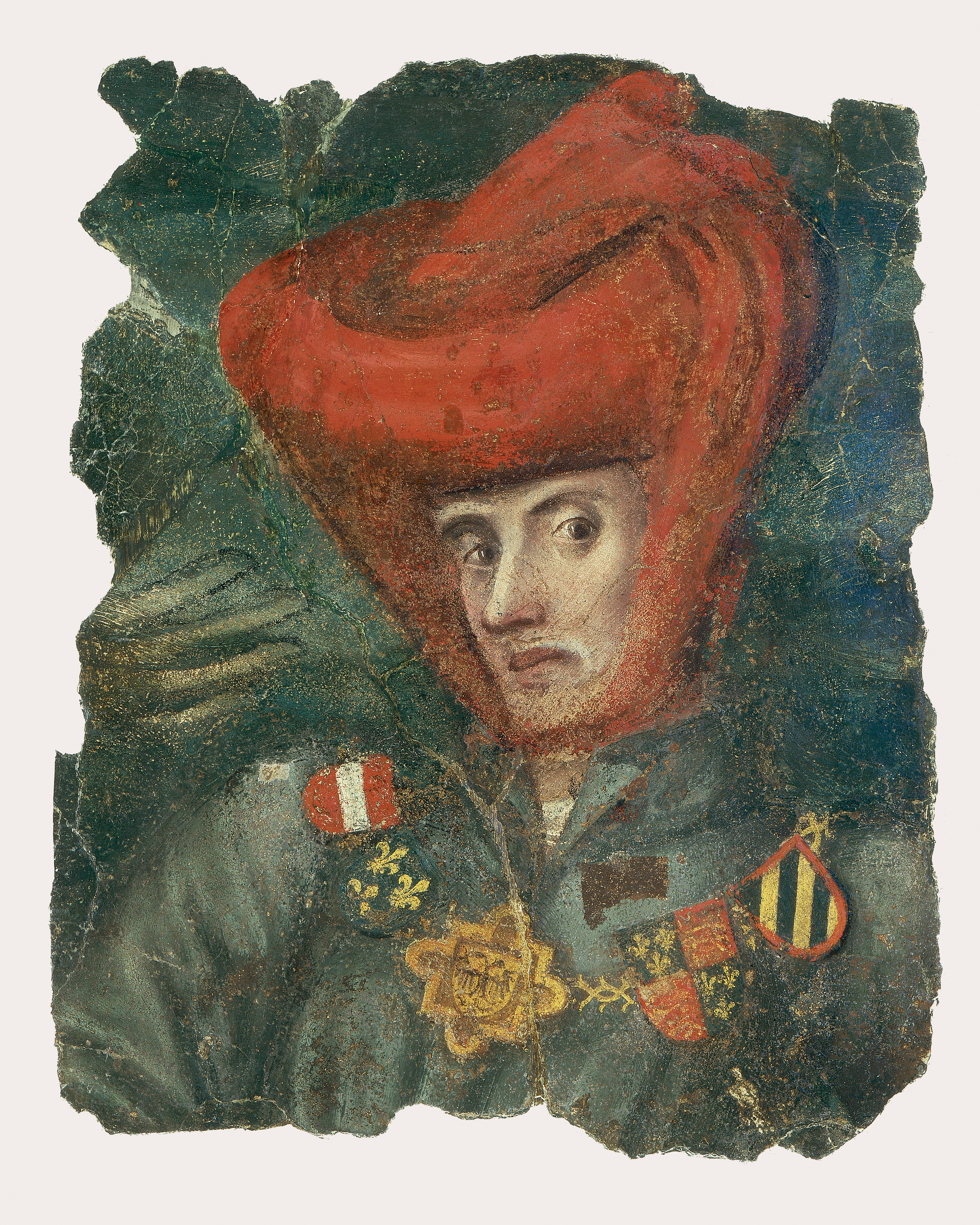
Herold

Heute ist das frühere Friedhofareal der Grünzone zugewiesen und ein öffentlicher Park. Er wird flankiert von 33 Bäumen sowie nordöstlich von einer Häuserzeile auf der Rheinseite, nordwestlich vom «Bockstecherhof» und südlich von der Predigerkirche. Lange hiess die dortige Tramstation «Totentanz», bevor sie aus Rücksicht zum angrenzenden Spital in «Predigerkirche» und später «Universitätsspital» umbenannt wurde.
Der österreichische Maler und Kunsterzieher Herwig Zens (1943–2019) schuf im Jahr 1990 das Projekt «Basler Totentanz».